# Morell petit
El morell petit (Aythya affinis) és una espècie d'ocell de la família dels anàtids (Anatidae) que habita en època de cria aiguamolls i rius des del centre d'Alaska, cap al sud, a través de la meitat occidental del Canadà fins al nord-oest dels Estats Units. En hivern es mouen cap al sud, habitant llacs, aiguamolls i zones costaneres de l'oest i sud dels Estats Units, Mèxic, Antilles i Amèrica Central fins a Panamà.